# Élections législatives de 1924 dans l'Aisne
Les élections législatives françaises de 1924 se déroulent le 11 mai 1924. Dans le département de l'Aisne, huit députés sont à élire dans le cadre d'un scrutin de liste avec représentation proportionnelle.

## Mode de scrutin
Le nouveau mode de scrutin est un compromis entre scrutin majoritaire et scrutin proportionnel. Censé améliorer le fonctionnement des institutions en supprimant les fiefs électoraux et en permettant l'élection de majorités plus larges, il est toutefois très complexe et critiqué à la fois par les électeurs qui le comprennent mal et par certains journalistes politiques comme Georges Lachapelle qui en soulignent les défauts. Son fonctionnement (simplifié) est le suivant :
1. Avant le scrutin, les candidats peuvent se regrouper sur des listes pourvu que ces listes ne comptent pas plus de candidats qu'il n'y a de postes de députés à pourvoir (8 postes dans l'Aisne par exemple). Les candidatures isolées sont toutefois autorisées si elles sont soutenues par au moins cent électeurs ;
2. Le jour du scrutin, l'électeur peut panacher plusieurs listes, rayer ou ajouter des noms (par exemple, ajouter le nom d'un candidat isolé sur une des listes) pourvu qu'il ne vote pas pour plus de candidats que le nombre de postes de députés à pourvoir (donc un électeur pouvait voter pour 8 candidats au maximum dans l'Aisne) ;
3. Une fois le vote terminé, les candidats ont trois moyens d'être élus. Premièrement, si un ou plusieurs candidats recueillent la majorité absolue des suffrages exprimés, ils sont proclamés élus. Secondement, s'il reste des sièges à pourvoir, les siéges sont attribués par liste selon la méthode du quotient qui est égal à la somme des suffrages exprimés divisée par le nombre de sièges à pourvoir (par exemple, dans l'Aisne, le quotient est égal à 114 383 suffrages exprimés divisés par 8 postes de députés soit 14297). Autrement dit, une liste obtient autant de sièges que le nombre moyen de suffrages qu'ont récoltés ses candidats contient de fois le quotient (par exemple, le nombre moyen de suffrages obtenus par les candidats de la liste du Bloc de gauche dans l'Aisne est de 35 605 voix, qui contient deux fois le quotient électoral, la liste a donc droit à deux sièges selon la méthode du quotient). À l'intérieur des listes, les sièges sont attribués aux candidats ayant obtenu le plus grand nombre de suffrages. Troisièmement, s'il reste des sièges non pourvus, ils sont répartis selon la méthode de la plus forte moyenne qui avantage les listes ayant obtenu les meilleurs scores (dans l'Aisne, la liste du Bloc national arrivée en tête obtient 3 sièges supplémentaires "à la plus forte moyenne").

## Élus
| Identité                  | Parti | Parti     |
| ------------------------- | ----- | --------- |
| Charles Desjardins        |       | FR        |
| Albert Forzy              |       | FR        |
| Henri Rillart de Verneuil |       | FR        |
| Henri Ferté               |       | FR        |
| Émile Villemant           |       | FR        |
| Léon Accambray            |       | PRRRS     |
| Fernand Marquigny         |       | PRRRS     |
| Albert Hauet              |       | Rad. ind. |

## Candidats
Trois listes officielles s'affrontent durant cette élection :
- la liste d'Union républicaine nationale pour le Bloc national ;
- la liste du bloc des gauches du parti radical, radical-socialiste et du parti socialiste pour le Cartel des gauches ;
- la liste du Bloc ouvrier-paysan pour la SFIC.

A ces listes officielles s'ajoutent deux listes dissidentes : 
- la liste d'Union des gauches républicaines radicales et radicales-socialistes qui regroupe les radicaux opposés à l'alliance avec les socialistes ;
- la liste socialiste qui regroupe les socialistes hostiles à l'alliance avec les radicaux.

### Bloc national
| N° | Candidats | Candidats                 | Parti | Principales fonctions                                                                                     |
| -- | --------- | ------------------------- | ----- | --- |
| 01 |           | Albert Forzy              | FR    | Député sortant, conseiller général de Coucy-le-Château-Auffrique, maire de Bassoles-Aulers, agriculteur   |
| 02 |           | Henri Rillart de Verneuil | FR    | Député sortant, conseiller général de Craonne, officier de cavalerie à la retraite, propriétaire agricole |
| 03 |           | Charles Desjardins        | FR    | Député sortant, maire de Remaucourt, avocat                                                               |
| 04 |           | Émile Villemant           | FR    | Conseiller de l'arrondissement de Vervins, maire d'Hirson, négociant                                      |
| 05 |           | M. Landowski              | AD    | Ingénieur-chimiste                                                                                        |
| 06 |           | M. Bouxin                 | AD    | Notaire honoraire                                                                                         |
| 07 |           | M. Dessin                 | AD    | Ingénieur                                                                                                 |
| 08 |           | Henri Ferté               | FR    | Maire de Ressons-le-Long, agriculteur                                                                     |

### Cartel des gauches
| N° | Candidats | Candidats         | Parti      | Principales fonctions                                            |
| -- | --------- | ----------------- | ---------- | ---------------------------------------------------------------- |
| 01 |           | Léon Accambray    | Rad. indep | Député sortant, officier d'artillerie à la retraite              |
| 02 |           | Louis Ringuier    | SFIO       | Député sortant, conseiller général de Saint-Quentin, journaliste |
| 03 |           | Fernand Doucedame | PRRRS      | Avocat                                                           |
| 04 |           | Henri Guernut     | SFIO       | Secrétaire général de la Ligue des droits de l'homme, avocat     |
| 05 |           | Henry Lamarre     | PRRRS      | Négociant en vin                                                 |
| 06 |           | Fernand Marquigny | PRRRS      | Conseiller général de Soissons, maire de Soissons, avoué         |
| 07 |           | Léon Nanquette    | PRRRS      | Industriel                                                       |
| 08 |           | Eugène Tricoteaux | SFIO       | Maire de Saint-Quentin, ouvrier coiffeur                         |

### Section française de l'Internationale communiste
| N° | Candidats | Candidats      | Parti | Principales fonctions |
| -- | --------- | -------------- | ----- | --------------------- |
| 01 |           | Raoul Barrette | SFIC  | Epicier               |
| 02 |           | E. Berthelot   | SFIC  | Plâtrier              |
| 03 |           | C. Bréant      | SFIC  | Receveur d'octroi     |
| 04 |           | M. Dumotier    | SFIC  | Tisseur               |
| 05 |           | Charles Floury | SFIC  | Cheminot              |
| 06 |           | Henri Girardet | SFIC  | Scieur                |
| 07 |           | L. Hospital    | SFIC  | Terrassier            |
| 08 |           | Charles Menant | SFIC  | Mouleur en métaux     |

### Parti radical (dissidents)
| N° | Candidats | Candidats        | Parti      | Principales fonctions                                                                 |
| -- | --------- | ---------------- | ---------- | ------------------------------------------------------------------------------------- |
| 01 |           | Albert Hauet     | Rad. indep | Député sortant, conseiller général du Nouvion-en-Thiérache, maire de Boué, industriel |
| 02 |           | Antoine Ceccaldi | PRRRS      | Avocat                                                                                |
| 03 |           | Emile Dupont     | PRRRS      | Négociant en vin                                                                      |
| 04 |           | M. Lauzel        | PRRRS      | Percepteur retraité                                                                   |
| 05 |           | M. Gaillard      | PRRRS      | Agriculteur                                                                           |
| 06 |           | Frédéric Hugues  | AD         | Député sortant, maire de Fayet, industriel                                            |
| 07 |           | M. Dieux         | Rad. indep | Maréchal-ferrant                                                                      |
| 08 |           | R. Poulaine      | Rad. indep | Agriculteur                                                                           |

### Section française de l'Internationale ouvrière (dissidents)
| N° | Candidats | Candidats            | Parti | Principales fonctions       |
| -- | --------- | -------------------- | ----- | --------------------------- |
| 01 |           | Jean-Charles Deguise | SFIO  | Ingénieur civil, publiciste |
| 02 |           | Alphonse Maubant     | SFIO  | Ouvrier                     |
| 03 |           | M. Grisel            | SFIO  | Architecte                  |
| 04 |           | M. Haussy            | SFIO  | Coiffeur                    |
| 05 |           | M. Aubert            | SFIO  | Directeur de coopérative    |
| 06 |           | M. Guny              | SFIO  | Métreur                     |
| 07 |           | Dr Simon             | SFIO  | Médecin                     |
| 08 |           | M. Delbarre          | SFIO  | Tisseur                     |

## Résultats

### Résultats à l'échelle du département
| Candidat           | Candidat                  | Parti              | Premier tour | Premier tour | Moyenne par liste | Moyenne par liste | Sièges |
| Candidat           | Candidat                  | Parti              | Voix         | %            | Voix              | %                 | Sièges |
| ------------------ | ------------------------- | ------------------ | ------------ | ------------ | ----------------- | ----------------- | ------ |
|                    | Albert Forzy              | FR                 | 40 463       | 35,36        |                   |                   | 1      |
|                    | Henri Rillart de Verneuil | FR                 | 40 638       | 35,51        |                   |                   | 1      |
|                    | Charles Desjardins        | FR                 | 40 989       | 35,82        |                   |                   | 1      |
|                    | Émile Villemant           | FR                 | 39 563       | 34,57        |                   |                   | 1      |
|                    | M. Landowski              | AD                 | 38 646       | 33,77        |                   |                   | 0      |
|                    | M. Bouxin                 | AD                 | 38 564       | 33,70        |                   |                   | 0      |
|                    | M. Dessin                 | AD                 | 38 904       | 33,99        |                   |                   | 0      |
|                    | Henri Ferté               | FR                 | 38 991       | 34,07        |                   |                   | 1      |
|                    | Bloc national             | Bloc national      | 31 678       | -            | 39 594            | 34,60             | 5      |
|                    |                           |                    |              |              |                   |                   |        |
|                    | Léon Accambray            | Parti radical      | 35 997       | 31,45        |                   |                   | 1      |
|                    | Louis Ringuier            | SFIO               | 35 904       | 31,37        |                   |                   | 0      |
|                    | Fernand Doucedame         | Parti radical      | 35 937       | 31,40        |                   |                   | 0      |
|                    | Henri Guernut             | SFIO               | 35 566       | 31,08        |                   |                   | 0      |
|                    | Henry Lamarre             | Parti radical      | 35 593       | 31,10        |                   |                   | 0      |
|                    | Fernand Marquigny         | Parti radical      | 35 942       | 31,41        |                   |                   | 1      |
|                    | Léon Nanquette            | Parti radical      | 35 347       | 30,89        |                   |                   | 0      |
|                    | Eugène Tricoteaux         | SFIO               | 35 366       | 30,90        |                   |                   | 0      |
|                    | Cartel des gauches        | Cartel des gauches | 285 112      | -            | 35 639            | 31,14             | 2      |
|                    |                           |                    |              |              |                   |                   |        |
|                    | Albert Hauet              | Rad. indep         | 22 550       | 19,70        |                   |                   | 1      |
|                    | Antoine Ceccaldi          | PRRRS diss.        | 21 471       | 18,76        |                   |                   | 0      |
|                    | Emile Dupont              | PRRRS diss.        | 20 068       | 17,53        |                   |                   | 0      |
|                    | M. Lauzel                 | PRRRS diss.        | 19 437       | 16,98        |                   |                   | 0      |
|                    | M. Gaillard               | PRRRS diss.        | 19 911       | 17,40        |                   |                   | 0      |
|                    | Frédéric Hugues           | AD                 | 20 210       | 17,66        |                   |                   | 0      |
|                    | M. Dieux                  | Rad. indep         | 19 692       | 17,21        |                   |                   | 0      |
|                    | R. Poulaine               | Rad. indep         | 19 671       | 17,19        |                   |                   | 0      |
|                    | Gauche radicale           | Gauche radicale    | 163 010      | -            | 20 376            | 17,80             | 1      |
|                    |                           |                    |              |              |                   |                   |        |
|                    | Raoul Barrette            | SFIC               | 10 619       | 9,28         |                   |                   | 0      |
|                    | E. Berthelot              | SFIC               | 10 378       | 9,07         |                   |                   | 0      |
|                    | C. Bréant                 | SFIC               | 10 415       | 9,10         |                   |                   | 0      |
|                    | M. Dumotier               | SFIC               | 10 416       | 9,10         |                   |                   | 0      |
|                    | Ch. Floury                | SFIC               | 10 410       | 9,10         |                   |                   | 0      |
|                    | H. Girardey               | SFIC               | 10 372       | 9,06         |                   |                   | 0      |
|                    | L. Hospital               | SFIC               | 10 409       | 9,10         |                   |                   | 0      |
|                    | Ch. Menant                | SFIC               | 10 386       | 9,08         |                   |                   | 0      |
|                    | Gauche communiste         | Gauche communiste  | 83 405       | -            | 10 425            | 9,11              | 0      |
|                    |                           |                    |              |              |                   |                   |        |
|                    | Jean-Charles Deguise      | SFIO diss.         | 6 609        | 5,77         |                   |                   | 0      |
|                    | Alphonse Maubant          | SFIO diss.         | 6 100        | 5,33         |                   |                   | 0      |
|                    | M. Grisel                 | SFIO diss.         | 6 024        | 5,26         |                   |                   | 0      |
|                    | M. Haussy                 | SFIO diss.         | 6 030        | 5,27         |                   |                   | 0      |
|                    | M. Aubert                 | SFIO diss.         | 6 110        | 5,34         |                   |                   | 0      |
|                    | M. Guny                   | SFIO diss.         | 5 935        | 5,19         |                   |                   | 0      |
|                    | Dr Simon                  | SFIO diss.         | 6 014        | 5,25         |                   |                   | 0      |
|                    | M. Delbarre               | SFIO diss.         | 5 975        | 5,22         |                   |                   | 0      |
|                    | Gauche socialiste         | Gauche socialiste  | 48 797       | -            | 6 099             | 5,33              | 0      |
|                    |                           |                    |              |              |                   |                   |        |
| Exprimés           | Exprimés                  | Exprimés           | 114 446      | 98,17        |                   |                   |        |
| Blancs et nuls     | Blancs et nuls            | Blancs et nuls     | 2 135        | 1,83         |                   |                   |        |
| Total              | Total                     | Total              | 116 581      | 86,38        |                   |                   |        |
| Abstention         | Abstention                | Abstention         | 18 376       | 13,62        |                   |                   |        |
| Inscrits           | Inscrits                  | Inscrits           | 134 957      | 100,00       |                   |                   |        |
| Quotient électoral | Quotient électoral        | Quotient électoral |              |              | 14 305            | 12,50             |        |

## Rappel des résultats départementaux des élections de 1919
Trois listes s'affrontent durant cette élection: la liste républicaine socialiste pour les socialistes, la liste d'Union républicaine pour les radicaux et la liste d'Union nationale républicaine et de restauration des régions dévastées pour le Bloc national.
| Candidat           | Candidat                  | Parti              | Premier tour | Premier tour | Moyenne par liste | Moyenne par liste | Sièges |
| Candidat           | Candidat                  | Parti              | Voix         | %            | Voix              | %                 | Sièges |
| ------------------ | ------------------------- | ------------------ | ------------ | ------------ | ----------------- | ----------------- | ------ |
|                    | Albert Forzy              | FR                 | 28 731       | 34,74        |                   |                   | 1      |
|                    | M. Legrand                | FR                 | 27 673       | 33,46        |                   |                   | 0      |
|                    | Charles Desjardins        | FR                 | 28 287       | 34,21        |                   |                   | 1      |
|                    | Roger Firino              | ALP                | 27 395       | 33,13        |                   |                   | 0      |
|                    | Frédéric Hugues           | AD                 | 28 190       | 34,09        |                   |                   | 1      |
|                    | M. Landowski              | AD                 | 26 428       | 31,96        |                   |                   | 0      |
|                    | Henri Rillart de Verneuil | FR                 | 28 331       | 34,26        |                   |                   | 1      |
|                    | Émile Villemant           | FR                 | 27 393       | 33,13        |                   |                   | 0      |
|                    | Bloc national             | Bloc national      | 222 428      | -            | 27 803            | 33,62             | 4      |
|                    |                           |                    |              |              |                   |                   |        |
|                    | Albert Hauet              | Parti radical      | 29 548       | 35,73        |                   |                   | 1      |
|                    | Léon Accambray            | Parti radical      | 28 178       | 34,07        |                   |                   | 1      |
|                    | Edgar Dhéry               | Parti radical      | 27 007       | 32,66        |                   |                   | 0      |
|                    | Roger Joxe                | Parti radical      | 26 812       | 32,42        |                   |                   | 0      |
|                    | Antoine Ceccaldi          | Parti radical      | 27 575       | 33,35        |                   |                   | 0      |
|                    | M. Dupin                  | Parti radical      | 26 781       | 32,39        |                   |                   | 0      |
|                    | Fernand Marquigny         | Parti radical      | 27 215       | 32,91        |                   |                   | 0      |
|                    | M. Petrot                 | Parti radical      | 26 572       | 32,13        |                   |                   | 0      |
|                    | Gauche radicale           | Gauche radicale    | 219 688      | -            | 27 461            | 33,21             | 2      |
|                    |                           |                    |              |              |                   |                   |        |
|                    | Louis Ringuier            | SFIO               | 24 128       | 29,18        |                   |                   | 1      |
|                    | Olivier Deguise           | SFIO               | 24 235       | 29,31        |                   |                   | 1      |
|                    | M. Joly                   | SFIO               | 20 122       | 24,33        |                   |                   | 0      |
|                    | Emile Dutilleul           | SFIO               | 20 166       | 24,39        |                   |                   | 0      |
|                    | Alfred Huile              | SFIO               | 19 623       | 23,73        |                   |                   | 0      |
|                    | Jean Godet                | SFIO               | 20 331       | 24,59        |                   |                   | 0      |
|                    | Alphonse Maubant          | SFIO               | 20 448       | 24,73        |                   |                   | 0      |
|                    | M. Lévêque                | SFIO               | 20 229       | 24,46        |                   |                   | 0      |
|                    | Gauche socialiste         | Gauche socialiste  | 169 282      | -            | 21 160            | 25,59             | 2      |
|                    |                           |                    |              |              |                   |                   |        |
|                    | Candidat isolé            |                    | 180          | 0,22         |                   |                   | 0      |
|                    |                           |                    |              |              |                   |                   |        |
| Inscrits           | Inscrits                  | Inscrits           | 133 061      | 100,00       |                   |                   |        |
| Abstentions        | Abstentions               | Abstentions        | 47 952       | 36,04        |                   |                   |        |
| Votants            | Votants                   | Votants            | 85 109       | 63,96        |                   |                   |        |
| Blancs et nuls     | Blancs et nuls            | Blancs et nuls     | 2 414        | 2,84         |                   |                   |        |
| Exprimés           | Exprimés                  | Exprimés           | 82 695       | 97,16        |                   |                   |        |
| Quotient électoral | Quotient électoral        | Quotient électoral |              |              | 10 336            | 12,50             |        |